# گای پیرس
گای ادوارد پیرس (انگلیسی: Guy Edward Pearce؛ زادهٔ ۵ اکتبر ۱۹۶۷) بازیگر استرالیایی زادهٔ انگلستان است. او حرفه خود را با بازی در مجموعه تلویزیونی استرالیایی همسایگان (۱۹۸۹–۱۹۸۶) آغاز کرد و برای نقش‌آفرینی در فیلم ماجراهای پریسیلا، ملکه صحرا (۱۹۹۴) مورد توجه بین‌المللی قرار گرفت. پس از آن، پیرس در فیلم‌های مهمی نظیر محرمانه لس آنجلس (۱۹۹۷) اثر کرتیس هنسن، یادگاری (۲۰۰۰) اثر کریستوفر نولان و ماشین زمان (۲۰۰۲) اثر سایمون ولز به ایفای نقش پرداخت. وی همچنین برای بازی در فیلم اقتباسی جاده (۲۰۰۹) اثر کورمک مک‌کارتی، درام جنگی مهلکه (۲۰۰۸) اثر کاترین بیگلو، درام تاریخی سخنرانی پادشاه (۲۰۱۰) اثر تام هوپر و پرومتئوس (۲۰۱۲) و بیگانه: کاوننت (۲۰۱۷) اثر ریدلی اسکات شناخته‌می‌شود. از دیگر نقش‌های سینمایی پیرس می‌توان به آلدریچ کیلیان در دنیای سینمایی مارول در فیلم مرد آهنی ۳ (۲۰۱۳) و ویلیام سیسیل در فیلم تاریخی ماری ملکه اسکاتلند (۲۰۱۸) اشاره کرد.
پیرس در سینمای استرالیا در فیلم‌های گزاره (۲۰۰۵)، قلمرو حیوانات (۲۰۱۰) و ولگرد (۲۰۱۴) ظاهر شده‌است. وی در مقابل کیت وینسلت در مینی‌سریال‌های درام میلدرد پیرس (۲۰۱۱) و درام جنایی میر اهل ایست‌تاون (۲۰۲۱) ساخت شبکه اچ‌بی‌او حضور یافته‌است. او برای میلدرد پیرس برندهٔ جایزهٔ امی ساعات پربیننده شد و نامزد دریافت جوایز گوناگونی همچون جایزه انجمن بازیگران فیلم، گلدن گلوب و اکتا شده‌است.

## اوایل زندگی
گای پیرس در الی، کمبریج‌شایر، انگلستان متولد شد. پدرش، استوارت پیرس، خلبان نیروی هوایی سلطنتی نیوزیلند و خلبان آزمایش نیروی هوایی سلطنتی بریتانیا و مادرش، آن کاکینگ، معلم مدرسه انگلیسی بود. هنگامی که پیرس سه سال داشت، خانواده او به جیلانگ، ویکتوریا، استرالیا نقل‌مکان کردند. او در ۸ سالگی، پدرش را در یک سانحه هوایی از دست داد.  
پیرس در کالج جیلانگ تحصیل کرد و عضو انجمن هنرهای دراماتیک شد. او در ۱۶ سالگی بدنساز آماتور رقابتی بود و در مسابقات پرورش اندام، عنوان آقای جوان ویکتوریا را کسب کرد. پیرس در اواخر دهه ۱۹۸۰، در باکسهیل نورث، ویکتوریا زندگی می‌کرد و حرفه خود را با بازی در سریال همسایگان آغاز کرد.

## زندگی شخصی

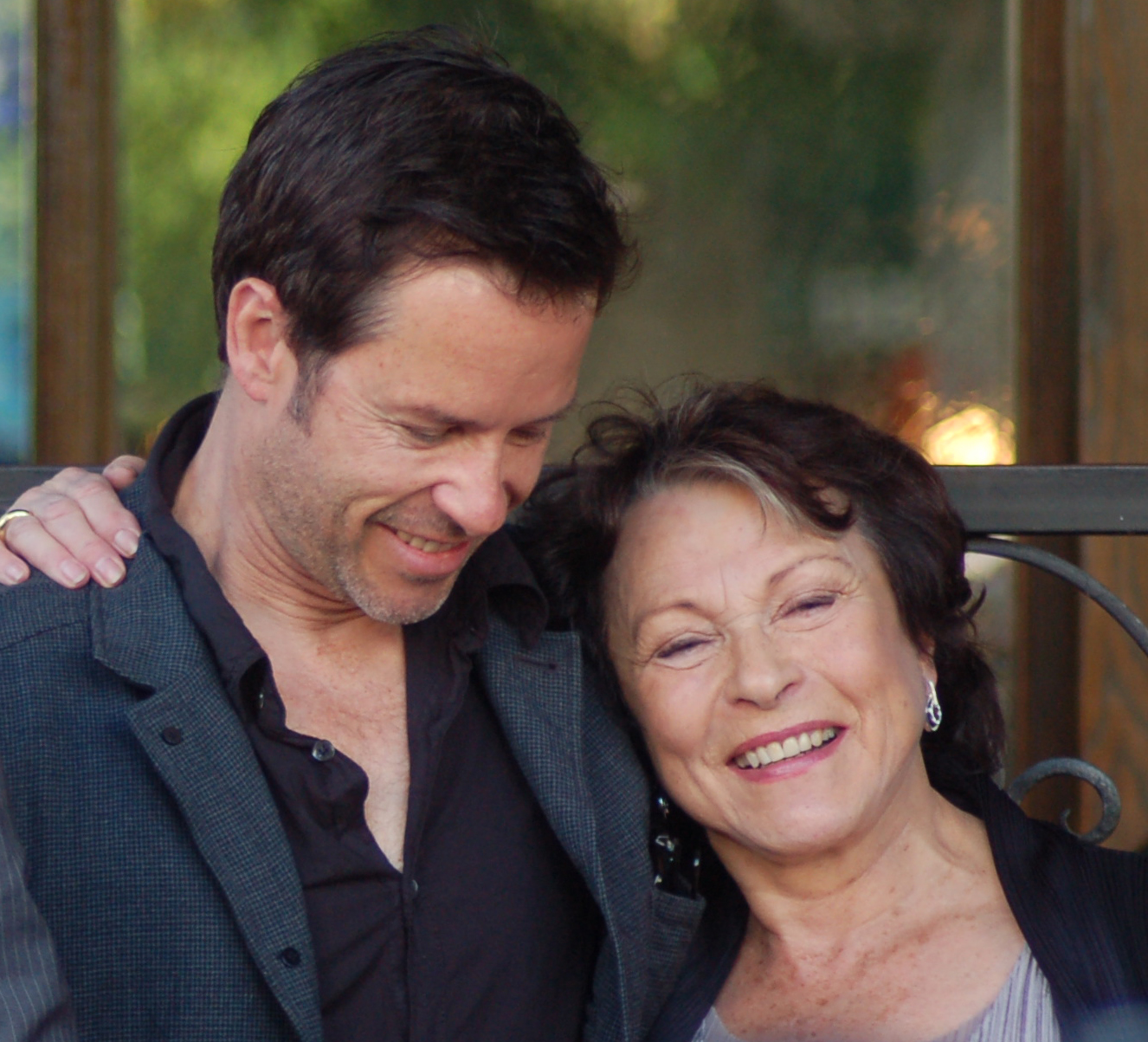
گای ادوارد پیرس در کنار نامزدش

در مارس ۱۹۹۷، پیرس با دوست دوران کودکی‌اش، کیت مستیتز که روان‌شناس بود، ازدواج کرد. در سال ۲۰۱۵، پیرس اعلام کرد که پس از ۱۸ سال زندگی مشترک، از همسرش جدا شده‌است. در همان سال، او با کاریس فن هاوتن، بازیگر هلندی وارد رابطه شد. آن‌ها یک پسر به نام مونت دارند که در اوت ۲۰۱۶ به دنیا آمد.
پیرس از تعدادی سازمان خیریه با اهداف مختلف مانند حقوق حیوانات، رفاه حیوانات و حفاظت محیط زیست حمایت می‌کند. وی همچنین حامی باشگاه فوتبال جیلانگ در لیگ فوتبال استرالیا است.

## فیلم‌شناسی

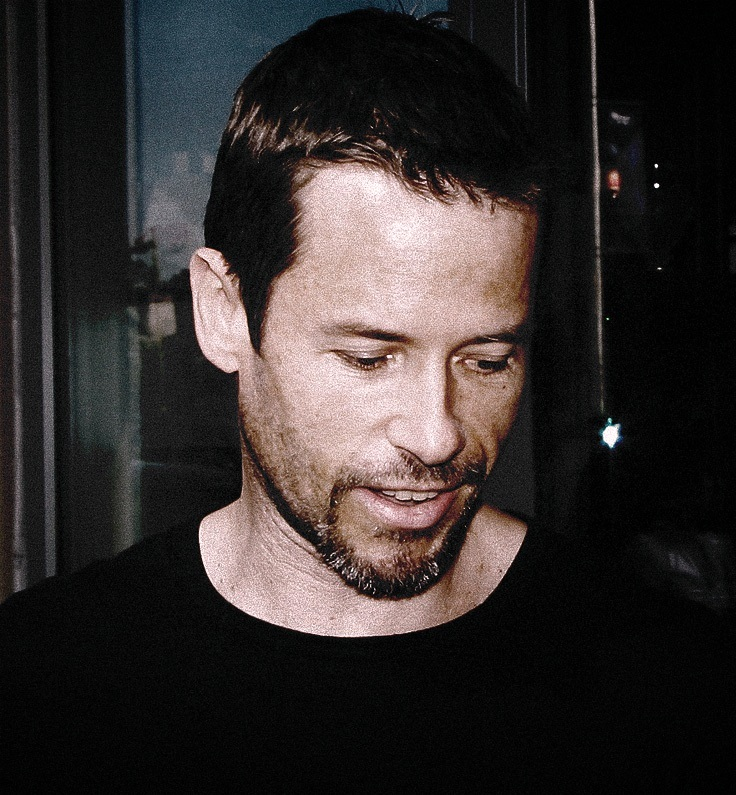
پیرس در جشنواره بین‌المللی فیلم تورنتو ۲۰۰۷

### سینما
- شکار (۱۹۹۱)
- ماجراهای پریسیلا، ملکه صحرا (۱۹۹۴)
- دوستی با دشمن (۱۹۹۶)
- محرمانه لس آنجلس (۱۹۹۷)
- حریص (۱۹۹۹)
- زندگی در حال نابودی (۱۹۹۹)
- مقررات درگیری (۲۰۰۰)
- یادگاری (۲۰۰۰)
- کلمه سخت (۲۰۰۲)
- ماشین زمان (۲۰۰۲)
- کنت مونت کریستو (۲۰۰۲)
- تا آنکه صداهای انسانی ما را بیدار کنند (۲۰۰۲)
- دو برادر (۲۰۰۴)
- گزاره (۲۰۰۵)
- اولین برف (۲۰۰۶)
- دختر کارخانه‌ای (۲۰۰۶)
- به مبارزه طلبیدن مرگ (۲۰۰۷)
- موجودات بالدار (۲۰۰۸)
- خائن (۲۰۰۸)
- داستان‌های زمان خواب (۲۰۰۸)
- جاده (۲۰۰۹)
- مهلکه (۲۰۰۸)
- سخنرانی پادشاه (۲۰۱۰)
- قلمرو حیوانات (۲۰۱۰)
- ۳۳ کارت پستال (۲۰۱۱)
- از تاریکی نترس (۲۰۱۱)
- در جستجوی عدالت (۲۰۱۱)
- گرفتار (۲۰۱۲)
- پرومتئوس (۲۰۱۲)
- بی‌قانون (۲۰۱۲)
- دم (۲۰۱۳)
- مرد آهنی ۳ (۲۰۱۳)
- عشق و نفرت (۲۰۱۳)
- ولگرد (۲۰۱۴)
- نتیجه (۲۰۱۵)
- برابرها (۲۰۱۵)
- نابغه (۲۰۱۶)
- بریمستون (۲۰۱۶)
- بیگانه: کاوننت (۲۰۱۷)
- سافاری در حال چرخش (۲۰۱۸)
- دریافت‌کننده جاسوس بود (۲۰۱۸)
- مرد چرخان (۲۰۱۸)
- ماری ملکه اسکاتلند (۲۰۱۸)
- دومینو (۲۰۱۹)
- آخرین ورمیر (۲۰۱۹)
- اخلال در صلح (۲۰۲۰)
- بلادشات (۲۰۲۰)
- روز هفتم (۲۰۲۱)
- بدون پشیمانی (۲۰۲۱)
- منطقه ۴۱۴ (۲۰۲۱)
- بازگشت به اوت‌بک (۲۰۲۱)
- حافظه (۲۰۲۲)
- ماشین جهنمی (۲۰۲۲)
- تغییر (۲۰۲۳)
- طلوع خورشید (۲۰۲۴)
- درون (۲۰۲۴)
- بروتالیست

### تلویزیون
- همسایگان (۱۹۸۹–۱۹۸۶)
- خانه و دوری (۱۹۹۱)
- رودخانه برفی (۱۹۹۶–۱۹۹۴)
- میلدرد پیرس (۲۰۱۱)
- سرود کریسمس (۲۰۱۹)
- میر اهل ایست‌تاون (۲۰۲۱)

## ترانه‌شناسی
- استخوان‌های شکسته (۲۰۱۴)
- خانه‌به‌دوش (۲۰۱۸)

## جوایز
- کاندیدای جایزه گلدن گلوب بهترین بازیگر نقش مکمل مرد – سریال، سریال کوتاه یا فیلم تلویزیونی برای سریال میلدرد پیرس، سال ۲۰۱۱
- برنده جایزه امی بهترین بازیگر نقش مکمل مرد فیلم یا مینی‌سریال برای سریال میلدرد پیرس، سال ۲۰۱۱
- کاندیدای جایزه انجمن بازیگران فیلم برای گروه بازیگران برجسته در یک فیلم سینمایی برای فیلم محرمانه لس آنجلس، سال ۱۹۹۷
- برنده جایزه انجمن بازیگران فیلم برای گروه بازیگران برجسته در یک فیلم سینمایی برای فیلم سخنرانی پادشاه، سال ۲۰۱۰
- کاندیدای جایزه انجمن بازیگران فیلم برای بهترین بازیگر نقش مرد برای سریال کوتاه یا فیلم تلویزیونی برای سریال میلدرد پیرس، سال ۲۰۱۱
- کاندیدای جایزه اکتا بهترین بازیگر نقش اول مرد برای فیلم ولگرد، سال ۲۰۱۵